# Saint-Aubin (Indre)
Saint-Aubin település Franciaországban, Indre megyében. Lakosainak száma 151 fő (2022. január 1.). Saint-Aubin Chezal-Benoît, Chouday, Condé, Issoudun, Meunet-Planches, Pruniers és Ségry községekkel határos.

## Népesség
A település népessége az elmúlt években az alábbi módon változott:
| Lakosok száma | 183  | 126  | 155  | 162  | 198  | 185  | 180  | 167  | 161  | 151  |
|               | 1968 | 1982 | 1990 | 2006 | 2013 | 2015 | 2017 | 2019 | 2020 | 2022 |